# Демчак Руслан Євгенійович
Руслан Євгенович Демчак (нар. 5 липня 1974, м. Липовець, Вінницька область, УРСР) — Народний депутат Верховної Ради України VIII скликання. Заступник голови Комітету Верховної Ради України з питань фінансової політики і банківської діяльності. Член партії «Європейська Солідарність».

## Біографія
Народився в сім'ї вчителів. Після школи у 1991 році вступив в Український транспортний університет, де навчався до 1996 року за спеціальністю інженер-механік. В 1997 році Руслан Євгенович поступає до заочного відділення Міжгалузевого інституту управління, де навчається за спеціальністю «Облік та аудит». По закінченню, у 2001 році, він отримує диплом економіста.
Протягом 2001–2005 рр. пан Демчак навчався в Національній академії державного управління, де при кафедрі «Економічної теорії та історії економіки» захистив кандидатську дисертацію «Державне регулювання розвитку фондового ринку України» та отримав ступінь кандидата наук з державного управління.
З жовтня 2009 року Руслан Євгенович — докторант Національного інституту стратегічних досліджень. Тема дисертації — «Бюджетна децентралізація як чинник забезпечення економічної безпеки держави».
2010 — 2013 — обіймав посаду Голови Ради Федерації роботодавців Києва.
З листопада 2014 року по серпень 2019 року — Народний депутат Верховної Ради України VIII скликання. Заступник голови Комітету Верховної Ради України з питань фінансової політики і банківської діяльності.

## Діяльність
Почав  власну справу з освоєння фондового ринку у 1997 році.
2001 рік – реалізований проєкт побудови Медичного центру «Добробут», який було продано в серпні 2014 року інвестиційній компанії Concorde Capital та акціонеру компанії «Люксоптика» Олегу Калашникову.
2003 рік – починає працювати в ПрАТ «Будмеханізація».
2005 - заснував Корпорацію «UBG», у 2011 році передав управління нею підлеглим. 
В 2011 році було відкрито представництво Корпорації UBG у Лондоні — UBG LTD Corporation.
2010 року став головою Федерації роботодавців (ФЕК) Києва. До складу ФЕК входять 22 місцеві та галузеві організації роботодавців, які об’єднують понад 3000 юридичних осіб та громадських організацій, у яких у Києві працює понад 150 тис. осіб.
З червня 2021 по листопад 2022 р. радник з економічних питань в Посольстві України у Кореї.

## Розслідування
За даними НАБУ, Демчака звинувачують у зловживанні службовим становищем. За даними слідства, коли він був народним депутатом (2014-2019), то незаконно отримував компенсацію за оренду житла у Києві, при цьому маючи власний будинок у Київській області.
У квітні 2024 року оголошений у розшук.